# Willem I xứ Oranje
Wilhelm I xứ Oranje (24 tháng 4 1533 - 10 tháng 7 1584), thường được gọi là Willem de Zwijger (tạm dịch ra tiếng Việt là Willem Trầm lặng), hay đơn giản là Willem van Oranje (tạm dịch ra tiếng Việt là Willem xứ Oranje), sinh ra trong nhà Nassau làm bá tước vùng Nassau-Dillenburg. Ông trở thành Thân vương xứ Oranje năm 1544 và sau đó trở thành người sáng lập Vương tộc Oranje-Nassau. Ông là nhà lãnh đạo cuộc cách mạng tư sản Hà Lan chống lại người Tây Ban Nha, dẫn đến cuộc Chiến tranh tám mươi năm, kết quả là Hà Lan đã giành được độc lập năm 1648.
Là một quý tộc giàu có, Willem thời kì đầu từng phục vụ làm bá tước cho Margaret, lãnh đạo của vùng Hà Lan thuộc Tây Ban Nha. Tuy vậy, do cảm thấy bất mãn với việc giới quý tộc địa phương không có được nhiều quyền lực về chính trị và sự ngược đãi của người Tây Ban Nha với những người Hà Lan theo đạo Tin lành, Willem đã gia nhập cuộc nổi dậy và chống lại những ông chủ cũ của mình. Là nhà lãnh đạo có ảnh hưởng và có tài năng về chính trị, ông đã lãnh đạo người Hà Lan tới một vài chiến thắng trong cuộc chiến với người Tây Ban Nha. Năm 1580, nhà vua Tây Ban Nha tuyên bố Willem là một tội phạm ngoài vòng pháp luật và ông bị Balthasar Gérard ám sát bốn năm sau đó.
Tại Hà Lan, ông được coi là người cha đẻ của đất nước và bài quốc ca của Hà Lan, Het Wilhelmus, được viết để vinh danh ông.